# 漢斯·烏爾斯·馮·巴爾塔薩
漢斯·烏爾斯·馮·巴爾塔薩（Hans Urs von Balthasar，1905年8月12日—1988年6月26日），瑞士人，二十世紀天主教最具影響力的神學家之一。同期的神學家中，他的影響力只有卡爾·拉纳可媲美。他著作豐厚，學問淵博，不但神學有高深的造詣，在哲學、藝術、文化等範疇，亦素有研究和見解。
他從來沒有擔任神學院或大學教育的工作，不屬於學院派的學者，但他的神學極受羅馬教廷的尊重和肯定，曾獲頒授保祿六世獎，並於1988年被任命為樞機，是這批被任命的樞機中唯一沒有主教名銜的人，但他在任命典禮前即去世。
他善於把他對教會及藝術文化的認識，溶入於他的學術研究之中，讓他的神學，有一種獨特的風格和現世性。

## 神學特色
當我們希望理解一位神學家的神學特色，我們必須認識他的生平及經驗，因為這些事情均影響及塑造他的思想及取向。巴爾塔薩早年曾經於耶穌會修士班學習，修習該會的靈修傳統。40年代，他移居巴塞爾，眼光亦有所轉向，開始積極關注社會問題，並創立學生訓練團契(SSG)及後期的學術工作團契(AAG)。同期，他受女醫生Adrienne von Speyr影響，在信仰的追求上有所轉向，認為教會作為世界機構，應在世界之中追隨耶穌的救贖。 
巴爾塔薩神學的起始點，可以說是一種傳統修士的靈修關懷 － 人如何在追求經驗神。他認為今天信仰的衰落，便是人因著種種的問題和錯誤方向，不能真正的經驗神的榮耀，使信仰失去應有的力量。另一方面，他的神學又顧及世界的層面，具有現世的關係。故此他對「人神經驗」的理解，又有別於傳統神秘主義那種偏向抽離於現世生活、不能言全的屬靈經驗。他所描述神人相交的經驗，都是以這個世界為場所，讓經驗有著實質和客觀的內容。他這樣處理屬靈經驗的目的，並不是要把神限制和把握於世界之內，卻是要說明人能在世界之內，藉基督被神帶入祂的超然當中。
因為世界是神啟示自己和與人相交的場所，故此世界亦成為了神學的探討中心。人若希望理解巴爾塔薩的神學特色，就必須理解他如何處理世界與神的關係。他看世界為神啟示的場所，雖然被罪所污染，卻不損害其本質，故此藉著基督的啟示，可讓人在世界中重尋神的軌跡。這觀點與更正教自馬丁路德以來，認為世界在被罪沾污後，失去了橋樑的作用，無法讓人藉此重建神人關係，而神於世界之外，另立基督的救贖，作為關係的修補，是兩種不同的觀點和解說。但他認為，在他所推崇備至又深受其影響的巴特神學中，更正教關係世界與恩典兩者的關係，亦由早期的排斥關係，遂漸轉變成為這類比的關係， 只是這不足以改變更正教這方面的神學路線，他表示： 
整個的創造只趨向二極的一個方向：完全的恩典。創造不能與恩典有所分別，而只能正面的向此存在，因為這是一個比喻，而比喻的最終意義卻是穩藏著，直至它接受到神恩典啟示出來的真理。

## 著作
巴爾塔薩一生的著作豐厚，本身亦是天主教神學學刊《Communio》（1972－）的創辦人之一。而他的整套神學系統，則見於他晚期(1961-87) 的三部神學鉅著，包括：6冊(英文7冊)的《榮耀：神學美學》(The Glory of the Lord)：論及神的榮耀如何從美、從基督中反映出來；及基督教的傳統中如何表現這美的信仰；5冊《神學戲劇學》(Theo-Drama)：以基督作中心，展示神的啟示如何在世界中彰顯，及人在當中的參與與自己，來探討人的倫理行為；3冊《神學邏輯學》(Theo-Logic)：討論真理的本質，尤其是如何藉基督進入真理。